# Dak Prescott
Rayne Dakota Prescott, detto Dak (Sulphur, 29 luglio 1993), è un giocatore di football americano statunitense che milita nel ruolo di quarterback per i Dallas Cowboys della National Football League (NFL).

## Carriera

### Dallas Cowboys
Al college, Prescott giocò con i Mississippi State Bulldogs dal 2011 al 2015. Fu scelto nel corso del quarto giro (135º assoluto) del Draft NFL 2016 dai Dallas Cowboys.

#### Stagione 2016
Dopo che il veterano Tony Romo si infortunò nella terza gara di pre-stagione contro i Seattle Seahawks, Prescott fu nominato quarterback titolare per l'inizio della stagione regolare. Fu il primo rookie a partire come titolare per i Cowboys da Quincy Carter nel 2001. Nel quarto turno fu premiato come rookie della settimana dopo avere passato 245 yard e 2 touchdown nella vittoria sui San Francisco 49ers.

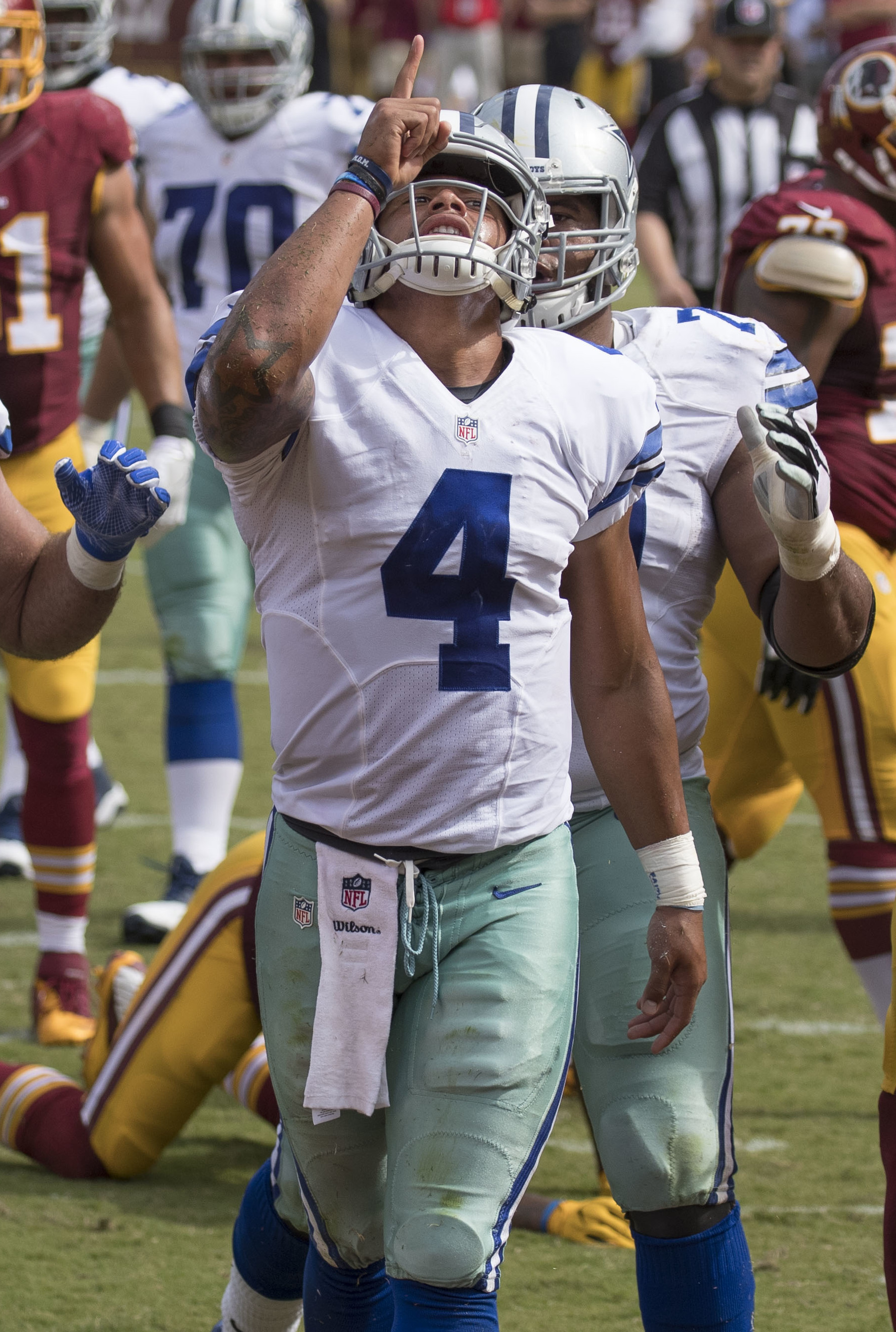
Prescott contro i Redskins nel 2016

Il 16 ottobre, nella gara vinta contro i Green Bay Packers, Prescott superò il record di Tom Brady per il maggior numero di passaggi consecutivi a inizio carriera senza subire un intercetto arrivando a quota 176, prima di vedere tale primato interrotto da Morgan Burnett. Nell'ottavo e nono turno, vinti rispettivamente contro Pittsburgh Steelers e Cleveland Browns, fu nuovamente premiato come rookie della settimana. Ricevette lo stesso premio due turni dopo quando passò 301 yard e 3 touchdown nella nona vittoria consecutiva di Dallas. Alla fine di novembre fu inoltre premiato come rookie offensivo del mese. A fine stagione fu convocato per il Pro Bowl dopo avere stabilito i record NFL per un quarterback rookie in vittorie (13, condiviso con Ben Roethlisberger), rapporto tra touchdown e intercetti (23/4), passer rating (104,9) e percentuale di completamento dei passaggi (67,8̤̤̤̤̤̤̤̤̤̤̤̤̬%).
Nella prima gara in playoff in carriera, Prescott passò 302 yard, 3 touchdown e subì un intercetto ma i Cowboys, in possesso del miglior record della NFC, furono eliminati dai Green Bay Packers per 34-31 all'AT&T Stadium. Il 4 febbraio 2017, Prescott fu premiato come rookie offensivo dell'anno, precedendo il compagno running back Ezekiel Elliott.

#### Stagione 2017

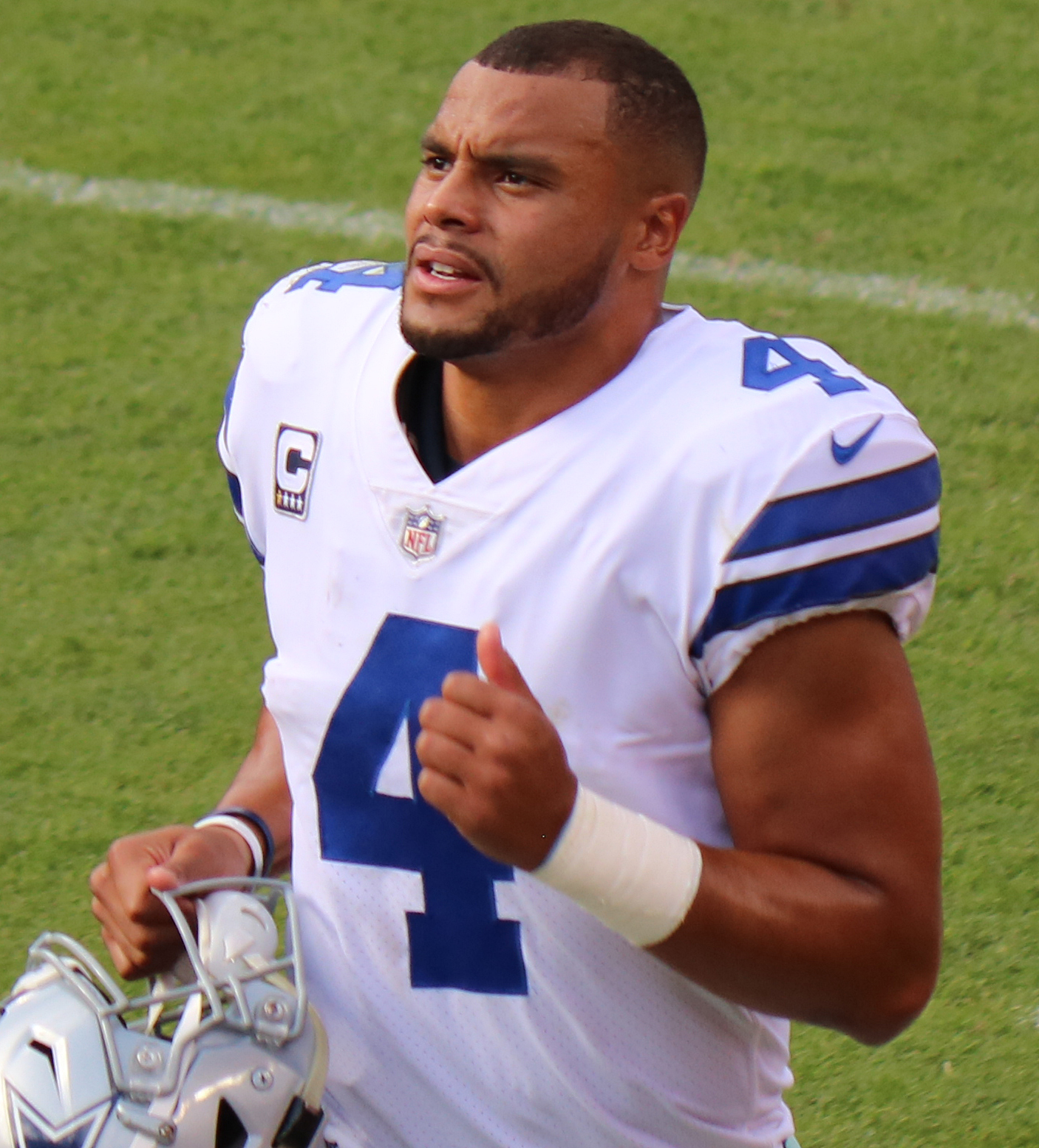
Prescott nel 2017

Prescott iniziò la seconda stagione da professionista con 16 touchdown e 4 intercetti subiti nella prima metà del calendario, con i Cowboys che ebbero un record di 5-3, incluse tre vittorie consecutive dalla settimana 7 alla 9. A partire dal decimo turno però, con la squalifica per sei partite di Elliott e infortuni a giocatori chiave della linea offensiva come Tyron Smith, le prestazioni del quarterback e di tutto l'attacco della squadra calarono drasticamente, subendo tre sconfitte consecutive, in cui non passò alcun touchdown e subì 5 intercetti, inclusi tre nella stessa gara contro i Philadelphia Eagles. La squadra si riprese vincendo poi tre gare di seguito ma una sconfitta interna contro i Seattle Seahawks nel penultimo turno le costò la possibilità di tornare ai playoff. Prescott concluse la seconda stagione con cifre inferiori a quella di debutto, con 3.324 yard passate e 22 touchdown mentre subì 13 intercetti, più del triplo del 2016.

#### Stagione 2018
Nel 2018 i Cowboys ebbero una partenza lenta ma si ripresero nella seconda parte della stagione, inclusa una vittoria nel 14º turno sugli Eagles campioni in carica in cui Prescott passò un primato personale di 455 yard, 3 touchdown e subì 2 intercetti, venendo premiato come quarterback della settimana. La sua annata si chiuse con un nuovo record in carriera di 3.885 yard passate, con 22 touchdown e limitando il numero di intercetti subiti a 8 dopo i 13 dell'anno precedente che gli valsero la seconda convocazione al Pro Bowl. I Cowboys vinsero la propria division tornando a qualificarsi per i playoff, dove batterono i Seahawks prima di venire eliminati dai Rams.

#### Stagione 2019
Nel primo turno della stagione 2019 Prescott passò 405 yard e 4 touchdown nella vittoria sui Giants, diventando il primo giocatore dei Cowboys a terminare con un passer rating perfetto di 158,3 da Craig Morton nel 1969 e venendo premiato come giocatore offensivo della NFC della settimana. Fu nuovamente premiato come giocatore della settimana e come quarterback della settimana nell'undicesimo turno quando passò 444 yard e 3 touchdown nella vittoria sui Detroit Lions. La sua stagione si chiuse al secondo posto della NFL con 4.902 yard passate (a una sola yard dal record di franchigia di Tony Romo), al quarto con 30 touchdown e subì 11 intercetti. Dallas con un record di 8-8 si piazzò seconda in una debole NFC East non raggiungendo i playoff.

#### Stagione 2020
Dopo una sconfitta contro i Rams all'esordio, Prescott guidò i Cowboys a rimontare uno svantaggio di 29-10 alla fine del primo tempo contro i Falcons, andando a vincere per 40-39 all'ultimo secondo. La sua partita terminò con 450 yard passate, un touchdown su passaggio e tre segnati su corsa, venendo premiato come giocatore offensivo della NFC della settimana. Nella settimana 4 Prescott divenne il primo giocatore della storia a passare almeno 450 yard per tre gare consecutive e stabilì un record NFL per il maggior numero di yard passate nelle prime quattro gare di campionato ma i Cowboys furono sconfitti dai Cleveland Browns, scendendo a un record di 1-3. Nel turno successivo il quarterback subì un grave infortunio alla caviglia contro i Giants, chiudendo la sua stagione.

#### Stagione 2021

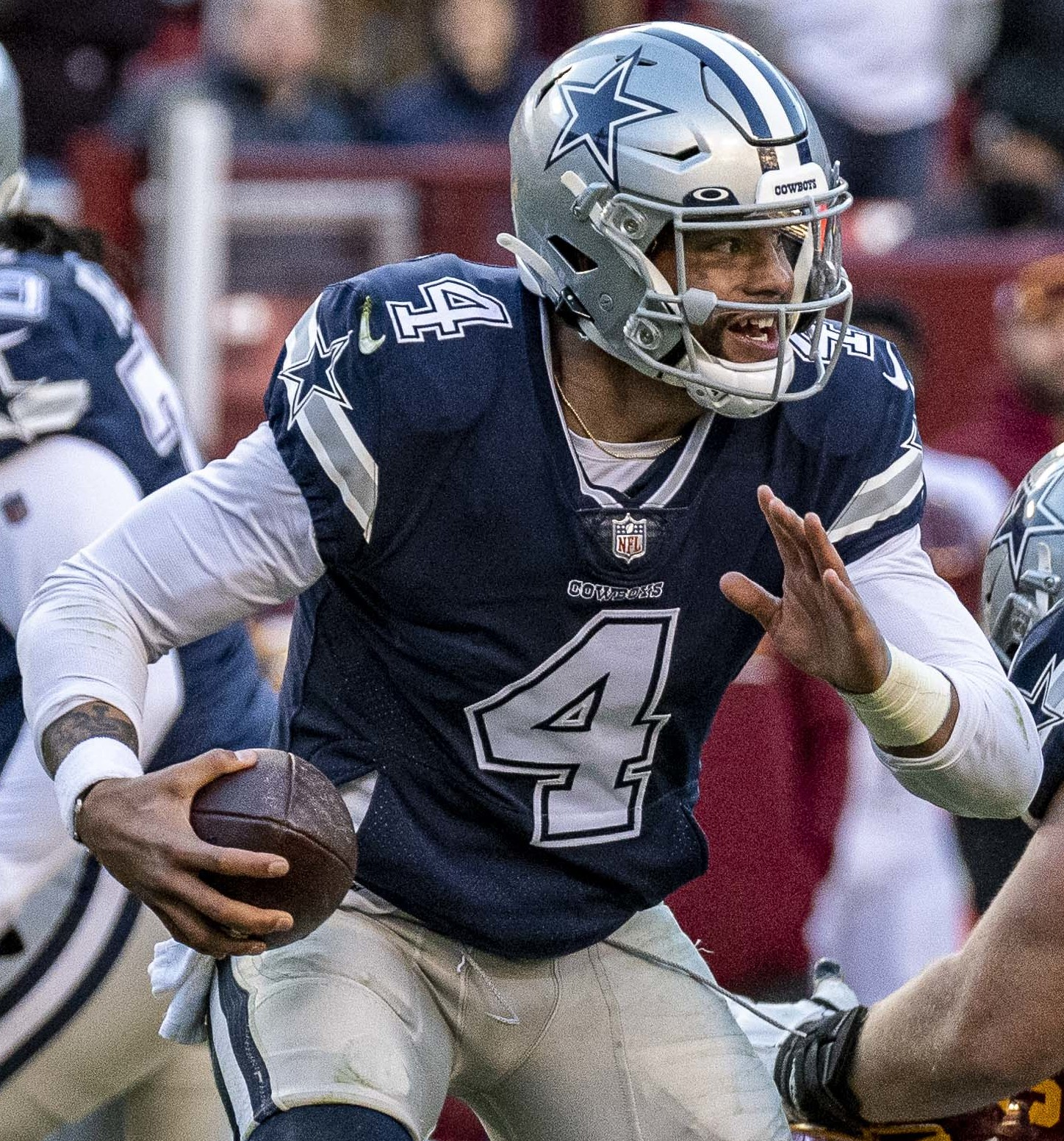
Prescott nel 2021

L'8 marzo 2021 Prescott firmò con i Cowboys un rinnovo contrattuale quadriennale del valore di 160 milioni di dollari che lo rese il secondo giocatore più pagato della lega. Tornò in campo dopo l'infortunio nel primo turno della stagione passando 403 yard, tre touchdown e un intercetto nella sconfitta all'ultimo minuto contro i Buccaneers campioni in carica. Nel sesto turno fu premiato come giocatore offensivo della NFC della settimana e come quarterback della settimana con 445 yard passate e 3 touchdown che diedero ai Cowboys la quinta vittoria consecutiva. Tornò ad essere premiato come quarterback della settimana nel decimo turno dopo 296 yard passate e 2 touchdown nella vittoria sui Falcons. Nell'ultimo turno fu premiato come giocatore offensivo della NFC della settimana grazie a 5 touchdown passati nella vittoria sugli Eagles. La sua stagione regolare si chiuse al quarto posto della NFL con 37 touchdown passati e terzo in passer rating con 104,2.

#### Stagione 2022
Nel primo turno della stagione contro i Buccaneers, Prescott si fratturò una mano, venendo costretto a uno stop di cinque settimane. Tornò in campo nel settimo turno portando i Cowboys alla vittoria sui Detroit Lions con 207 yard passate e il primo touchdown stagionale. Nella partita del 16º turno, la vittoria 40-34 contro i Philadelphia Eagles, Prescott lanciò 27 completi su 35 tentativi per 347 yard e tre touchdown, con un passer rating di 124,3, prestazione che gli valse il riconoscimento di quarterback della settimana. Chiuse la stagione con il peggior risultato della NFL in termini di intercetti subiti (15), alla pari con Davis Mills.
Nel primo turno di playoff Prescott passò 305 yard, 4 touchdown e ne segnò un quinto su corsa nella vittoria in casa dei Buccaneers, la sua seconda in carriera nella post-season. Fu la prima vittoria in trasferta dei Cowboys nei playoff dopo 29 anni. La loro stagione si chiuse la settimana successiva in casa dei 49ers perdendo per 19-12 in una gara in cui il quarterback passò 206 yard, un touchdown e subì due intercetti. Il 9 febbraio 2023 fu premiato con il Walter Payton NFL Man of the Year Award.

#### Stagione 2023
Nell'ottavo turno Prescott disputò una delle migliori gare stagionali completando 25 passaggi su 31 per 304 yard, 4 touchdown e un intercetto in una netta vittoria per 43-20 sui Rams. Due settimane dopo si riscattò da due intercetti nei primi quattro drive, chiudendo la partita con 404 yard passate e 4 touchdown a quattro ricevitori diversi nella vittoria per 49-17 sui Giants, prestazione che gli valse il riconoscimento di quarterback della settimana. Fu la decima partita in carriera con oltre 400 yard passate: tutti i precedenti quarterback nella storia dei Cowboys ne avevano disputate complessivamente nove. Nella gara del Giorno del Ringraziamento superò le 300 yard passate per la quarta volta nelle ultime cinque gare e con 4 touchdown si assicurò la vittoria su Washington, e per la seconda volta in stagione fu premiato come quarterback della settimana. Con questa prestazione inoltre Prescott pareggió il record di franchigia detenuto da Tony Romo per numero di gare con almeno quattro touchdown passati, con 10. Alla fine di novembre fu premiato come giocatore offensivo della NFC del mese in cui guidò i Cowboys a tre vittorie consecutive con 324,5 yard passate a partita, 13 touchdown e un solo intercetto subito.
Nella gara del turno successivo, la vittoria per 41-35 contro i Seattle Seahawks, Prescott ebbe un'altra prestazione di livello, con 299 yard e tre touchdown lanciati, che permise ai Cowboys per due volte nel corso della partita di recuperare uno svantaggio di otto punti e che fu la sua sesta partita di fila in cui lanciò più di un touchdown. Nell'ultimo turno, in una gara in cui passò 4 touchdown, grazie alla vittoria su Washington e alla contemporanea sconfitta di Philadelphia, i Cowboys si assicurarono il titolo di division. A fine stagione fu convocato per il suo terzo Pro Bowl e inserito nel Second-team All-Pro dopo avere guidato la NFL con 36 passaggi da touchdown e 410 passati completati, mentre fu terzo con 4.516 yard passate e secondo con 105,9 di passer rating. Fu il secondo giocatore della storia, dopo l'Hall of Famer Bob Waterfield, a guidare la lega in passaggi da touchdown dopo che la stagione precedente l'aveva guidata in intercetti subiti.
Dopo la miglior stagione regolare di Prescott fino a quel momento in carriera, i Cowboys affrontarono in casa i Packers, ultima teste di serie del tabellone della NFC, nel primo turno di playoff. Il quarterback subì due intercetti nel primo tempo, di cui uno ritornato in touchdown, passando in svantaggio per 27-0. La squadra non si riprese più e fu eliminata con un punteggio di 48–32.

#### Stagione 2024
L'8 settembre 2024, poche ore prima della prima gara della stagione, Prescott firmò un nuovo contratto quadriennale del valore di 240 milioni di dollari, divenendo il quarterback più pagato della storia per stipendio medio annuale. Nel nono turno fu costretto ad abbandonare la gara contro gli Atlanta Falcons per un infortunio al tendine del ginocchio, non facendo più ritorno in campo. Il 12 novembre il proprietario dei Cowboys Jerry Jones annunciò che Prescott si sarebbe sottoposto a un'operazione chirurgica, perdendo il resto della stagione.

## Palmarès
- Convocazioni al Pro Bowl: 3

2016, 2018, 2023
- Second-team All-Pro: 1

2023
- Rookie offensivo dell'anno - 2016
- Giocatore offensivo della NFC del mese: 1

novembre 2023
- Giocatore offensivo della NFC della settimana: 4

1ª e 11ª del 2019, 2ª del 2020, 6ª e 16ª del 2021
- Quarterback della settimana: 9

14ª e 17ª del 2018, 11ª del 2019, 6ª, 10ª e 12ª del 2021, 16ª del 2022, 10ª e 12ª del 2023
- Leader della NFL in passaggi da touchdown: 1

2023
- Rookie offensivo del mese: 1

novembre 2016
- Rookie della settimana: 4

4ª, 8ª, 9ª e 11ª del 2016
- PFWA All-Rookie Team - 2016
- Walter Payton Man of the Year: 1

2022

## Statistiche

### Stagione regolare
| 2016   | DAL    | 16  | 16  | 311   | 459   | 67,8 | 3.667  | 8,0 | 23  | 4  | 104,9 | 5,0 | 0,9 | 57  | 282   | 4,9 | 6  | 25  | 143   | 9  | 4  | 13-3-0  |
| 2017   | DAL    | 16  | 16  | 308   | 490   | 62,9 | 3.324  | 6,8 | 22  | 13 | 86,6  | 4,5 | 2,7 | 57  | 357   | 6,3 | 6  | 32  | 185   | 4  | 3  | 9-7-0   |
| 2018   | DAL    | 16  | 16  | 356   | 526   | 67,7 | 3.885  | 7,4 | 22  | 8  | 96,9  | 4,2 | 1,5 | 75  | 305   | 4,1 | 6  | 56  | 347   | 12 | 6  | 10-6-0  |
| 2019   | DAL    | 16  | 16  | 388   | 596   | 65,1 | 4.902  | 8,2 | 30  | 11 | 99,7  | 5,0 | 1,8 | 52  | 277   | 5,3 | 3  | 23  | 151   | 6  | 2  | 8-8-0   |
| 2020   | DAL    | 5   | 5   | 151   | 222   | 68,0 | 1.856  | 8,4 | 9   | 4  | 99,6  | 4,1 | 1,8 | 18  | 93    | 5,2 | 3  | 10  | 66    | 3  | 3  | 2-3-0   |
| 2021   | DAL    | 16  | 16  | 410   | 596   | 68,8 | 4.449  | 7,5 | 37  | 10 | 104,2 | 6,2 | 1,7 | 48  | 146   | 3,0 | 1  | 30  | 144   | 14 | 6  | 11-5-0  |
| 2022   | DAL    | 12  | 12  | 261   | 394   | 66,2 | 2.860  | 7,3 | 23  | 15 | 91,1  | 5,8 | 3,8 | 45  | 182   | 4,0 | 1  | 20  | 126   | 4  | 1  | 8-4-0   |
| 2023   | DAL    | 12  | 12  | 288   | 411   | 70,1 | 3.234  | 7,9 | 26  | 6  | 108,3 | 6,3 | 1,5 | 41  | 174   | 4,2 | 2  | 26  | 179   | 1  | 1  | 9-3-0   |
| Totale | Totale | 109 | 109 | 2.473 | 3.694 | 66,9 | 28.177 | 7,6 | 192 | 71 | 99,0  | 5,2 | 1,9 | 393 | 1.816 | 4,6 | 28 | 222 | 1.341 | 53 | 25 | 70-39-0 |

### Play-off
| 2016   | DAL    | 1 | 1 | 24  | 38  | 63,2 | 302   | 7,9 | 3  | 1 | 103,2 | 7,9 | 2,6 | 2  | 13  | 6,5 | 0 | 2  | 11 | 0 | 0 | 0-1 |
| 2018   | DAL    | 2 | 2 | 42  | 65  | 64,6 | 492   | 7,6 | 2  | 1 | 91,3  | 3,1 | 1,5 | 8  | 32  | 4,0 | 2 | 2  | 18 | 0 | 0 | 1-1 |
| 2021   | DAL    | 1 | 1 | 23  | 43  | 53,5 | 254   | 5,9 | 1  | 1 | 69,3  | 2,3 | 2,3 | 4  | 27  | 6,8 | 1 | 5  | 40 | 1 | 0 | 0-1 |
| 2022   | DAL    | 2 | 2 | 48  | 70  | 68,6 | 511   | 7,3 | 5  | 3 | 101,5 | 7,1 | 2,9 | 11 | 46  | 4,2 | 1 | 2  | 8  | 0 | 0 | 1-1 |
| Totale | Totale | 6 | 6 | 137 | 216 | 63,4 | 1.559 | 7,2 | 11 | 5 | 92,3  | 5,1 | 2,3 | 25 | 118 | 4,7 | 4 | 11 | 77 | 1 | 0 | 2-4 |

Fonte: Pro-Football-Reference
Statistiche aggiornate alla settimana 13 della stagione 2023